# Escala de Valores de Rokeach
A Escala de Valores é um instrumento de classificação de valores, criado pelo psicólogo social Milton Rokeach que consiste na classificação dos valores do indivíduo em diferentes tipos. Dentro da escala de valor de Rokeach existem 36 valores (18 terminais e 18 instrumentais) que são organizados conforme o grau de importância do indivíduo transformando-se em princípios norteadores.
Rokeach divide os valores do indivíduo em dois grupos: terminais e instrumentais.

## Valores Terminais
Faz referência a estados finais da existência, ou seja, são os objetivos que uma pessoa gostaria de alcançar durante sua vida.
Podem ser classificados em:
Pessoais: O indivíduo considera mais suas preferências individuais (intrapessoais).
Sociais: O indivíduo mantém o foco de suas ações voltado ao bem-estar da sociedade (interpessoais).

## Valores Instrumentais
Faz referência a um modo de conduta, como meio para atingir os valores terminais. São os modos preferidos de comportamento.
Podem ser classificados em:
Morais: o que é considerado certo e errado (foco interpessoal).
Competência: característica própria do indivíduo (foco interno a pessoa).
De acordo com Rokeach a violação de um valor instrumental moral gera sentimentos de culpa, já a violação de um valor instrumental de competência gera sentimentos de vergonha em relação a inadequação pessoal. 

## Os 36 Valores Listados por Rokeach
| Valores Terminais                                      | Valores Instrumentais                             |
| ------------------------------------------------------ | ------------------------------------------------- |
| Vida confortável (vida próspera)                       | Ambição (trabalho árduo, aspirações)              |
| Vida excitante (vida ativa, estimulante)               | Capacidade (competência, efetividade)             |
| Senso de realização (contribuição duradora)            | Divertimento (alegria, contentamento)             |
| Mundo de paz (livre de guerra e conflitos)             | Limpeza (asseio, higiene)                         |
| Mundo de beleza (da natureza e das artes)              | Coragem (defesa das próprias ideias)              |
| Igualdade (irmandade, oportunidade para todos)         | Perdão (querer perdoar os outros)                 |
| Segurança da família (cuidado com as pessoas próximas) | Ajuda (trabalho para o bem-estar de outros)       |
| Liberdade (independência, livre conduta)               | Honestidade (sinceridade, confiança)              |
| Felicidade (contentamento)                             | Imaginação (criatividade, ousadia)                |
| Harmonia interna (livre de conflito interno)           | Independência (auto-realização, auto-suficiência) |
| Amor maduro (intimidade sexual e espiritual)           | Intelectualidade (inteligência, reflexão)         |
| Segurança nacional (proteção contra ataques)           | Lógica (consistência, racionalidade)              |
| Prazer (vida com diversão e descanso)                  | Amor (afetividade, ternura)                       |
| Salvação (vida eterna)                                 | Obediência (deveres, responsabilidade)            |
| Auto- respeito (auto-estima)                           | Polidez (cortesia, boas maneiras)                 |
| Reconhecimento social (respeito, admiração)            | Responsabilidade (confiança, realização)          |
| Amizades verdadeiras (proximidade dos companheiros)    | Autocontrole (autodisciplina, restrito)           |
| Sabedoria (maturidade para entender a vida)            | Mente aberta                                      |

## A Escala de Valores na Determinação das Âncoras de Carreira
Todos os indivíduos possuem todos os valores, porém o grau de importância para cada um varia de acordo com suas características individuais.
Os valores norteiam as ações do indivíduo que refletem nos comportamentos, servindo como “bússola” para suas decisões sobre quais escolhas fazer, quais situações enfrentar e sobre como devem se portar nessas situações.
Além disso, também influenciam no ambiente organizacional como no tipo de trabalho que mais se ajusta ao indivíduo, a perspectiva de carreira, a forma com que ele vai se relacionar com os outros indivíduos e a relação que fará entre os aspectos pessoais e profissionais.
Durante seu dia a dia no ambiente de trabalho as pessoas compartilham seus valores e crenças formando a cultura organizacional.
Ao buscar uma profissão o indivíduo procura integrar suas preferências alinhando o tipo de trabalho, formas de recompensas, benefícios, encarreiramento e cultura da empresa com o que gosta de fazer ou tem talento.
Em uma corporação a escala pode ser aplicada como forma de análise de comportamento esperado dos colaboradores em vista das necessidades da empresa. A análise consiste em atribuir graus de importância em cada um dos 36 valores, 18 terminais e 18 instrumentais.